# Lobothelphusa floccosa
Lobothelphusa floccosa is een krabbensoort uit de familie van de Potamidae. De wetenschappelijke naam van de soort is voor het eerst geldig gepubliceerd in 1910 door Alcock.